# Perandenina
Perandenina är ett släkte av insekter. Perandenina ingår i familjen Derbidae.
Kladogram enligt Catalogue of Life:
| Perandenina | \| \| Perandenina nigrinervis \| \| \| \| \| \| Perandenina typica \| \| \| \| |
|             | \| \| Perandenina nigrinervis \| \| \| \| \| \| Perandenina typica \| \| \| \| |
|             | Perandenina nigrinervis                                                        |
|             |                                                                                |
|             | Perandenina typica                                                             |
|             |                                                                                |